# Aberto da Grã-Bretanha de Snooker
O British Open, Aberto Britânico ou Aberto da Grã-Bretanha é um torneio profissional de snooker. Foi realizado de forma ininterrupta de 1980 até a temporada de 2004–05. Após 17 anos, foi confirmado o retorno ao calendário do torneio na temporada de 2021–22.
O torneio teve vários patrocinadores e locais ao longo dos anos. Ocorria por volta de novembro de cada ano. Antes da temporada de 1999–2000, era realizado no final da temporada. Como resultado, dois torneios foram realizados em 1999, um para a temporada de 1998–99 e outro para a temporada de 1999–2000.
O atual campeão (2022) é o galês Ryan Day, que derrotou o norte-irlandês Mark Allen na final e levantou seu único troféu na competição. O recorde de títulos é do inglês Steve Davis com cinco, um à frente dos escoceses Stephen Hendry e John Higgins.

## História
O torneio começou em 1980 como British Gold Cup na Assembly Rooms, em Derby. Foi um evento por convite com dezesseis participantes e foi jogado em round robin [os atletas são divididos em grupos para jogarem entre si] cujos vencedores avançavam para as semifinais. No ano seguinte, a Yamaha assumiu o patrocínio e o torneio foi renomeado para Yamaha Organs Trophy. No ano seguinte, o nome do torneio foi alterado para International Masters. Os oito primeiros colocados da primeira fase formavam mais dois grupos semifinal e os vencedores avançaram para a final. Para 1984, o número de participantes do torneio foi aumentado para 27 e nove grupos de três jogadores foram organizados. Os vencedores jogaram em três grupos de semifinais e os vencedores jogaram em uma final round robin de três jogadores.
Depois que a World Professional Billiards and Snooker Association (WPBSA) decidiu aumentar o número de eventos pontuavéis para o ranking em 1984–85 e a Yamaha retirou seu patrocínio, o evento foi renomeado como British Open. Dulux foi o patrocinador do evento entre 1985 e 1987. Nos seis anos seguintes, o evento teve quatro patrocinadores diferentes: MIM Britannia Unit Trusts em 1988, Anglian Windows em 1989, Pearl Assurance entre 1990 e 1992 e Wickes Home Improvements em 1993.
Em 1994, o torneio foi transferido para os Plymouth Pavilions, em Plymouth, Devon, Inglaterra. Entre 1994 e 2004 o evento foi patrocinado em apenas três edições: pela Castella em 1995 e 1996 e pela Stan James em 2001. O evento foi transferido para a primeira metade do calendário da temporada de 1999–2000. O evento então foi transferido para a Telewest Arena em Newcastle em 2001, o Telford International Center em 2002 e o Brighton Center em 2003 e 2004. O evento foi retirado do calendário na temporada de 2005–06.
Houve sete breaks máximos [entrada de 147 pontos] durante a história do torneio. James Wattana fez o primeiro em 1992 nas oitavas de final contra Tony Drago. O segundo e o terceiro vieram na fase de qualificação do evento. Um deles atrabuído a David McDonnell em jogo da quarta rodada do evento de 1995 contra Nic Barrow e o outro foi de Jason Prince na quinta rodada do primeiro evento de 1999 contra Ian Brumby. Graeme Dott fez o quarto no mesmo evento na primera rodada da fase final contra David Roe. O quinto foi o sexto break máximo oficial de Stephen Hendry, feito na final do segundo evento de 1999 contra Peter Ebdon. O evento retomado em 2021 registrou dois breaks máximos. John Higgins fez um no primeiro frame de sua vitória na primeira rodada sobre Alexander Ursenbacher, enquanto Ali Carter fez o dele durante o segundo frame de sua partida da quarta rodada contra Elliot Slessor.

## Campeões
| Ano                                       | Campeão                            | Placar                             | Vice-campeão                       | Local                              | Temporada                          | Ref.                               |
| British Gold Cup (fora do ranking)        | British Gold Cup (fora do ranking) | British Gold Cup (fora do ranking) | British Gold Cup (fora do ranking) | British Gold Cup (fora do ranking) | British Gold Cup (fora do ranking) | British Gold Cup (fora do ranking) |
| ----------------------------------------- | ---------------------------------- | ---------------------------------- | ---------------------------------- | ---------------------------------- | ---------------------------------- | ---------------------------------- |
| 1980                                      | Alex Higgins                       | 5 — 1                              | Ray Reardon                        | Derby                              | 1979–80                            | [ 1 ] [ 4 ]                        |
| Yamaha Organs Trophy (fora do ranking)    |                                    |                                    |                                    |                                    |                                    |                                    |
| 1981                                      | Steve Davis                        | 9 — 6                              | David Taylor                       | Derby                              | 1980–81                            | [ 1 ]                              |
| International Masters (fora do ranking)   |                                    |                                    |                                    |                                    |                                    |                                    |
| 1982                                      | Steve Davis                        | 9 — 7                              | Terry Griffiths                    | Derby                              | 1981–82                            | [ 1 ]                              |
| 1983                                      | Ray Reardon                        | 9 — 6                              | Jimmy White                        | Derby                              | 1982–83                            | [ 1 ] [ 4 ]                        |
| 1984                                      | Steve Davis                        | —                                  | David Martin                       | Derby                              | 1983–84                            | [ 1 ] [ 4 ]                        |
| British Open (prova do ranking)           |                                    |                                    |                                    |                                    |                                    |                                    |
| 1985                                      | Silvino Francisco                  | 12 — 9                             | Kirk Stevens                       | Derby                              | 1984–85                            | [ 1 ] [ 4 ]                        |
| 1986                                      | Steve Davis                        | 12 — 7                             | Willie Thorne                      | Derby                              | 1985–86                            | [ 1 ] [ 4 ]                        |
| 1987                                      | Jimmy White                        | 13 — 9                             | Neal Foulds                        | Derby                              | 1986–87                            | [ 1 ] [ 4 ]                        |
| 1988                                      | Stephen Hendry                     | 13 — 2                             | Mike Hallett                       | Derby                              | 1987–88                            | [ 1 ] [ 4 ]                        |
| 1989                                      | Tony Meo                           | 13 — 6                             | Dean Reynolds                      | Derby                              | 1988–89                            | [ 1 ] [ 4 ]                        |
| 1990                                      | Bob Chaperon                       | 10 — 8                             | Alex Higgins                       | Derby                              | 1989–90                            | [ 1 ] [ 4 ]                        |
| 1991                                      | Stephen Hendry                     | 10 — 9                             | Gary Wilkinson                     | Derby                              | 1990–91                            | [ 1 ] [ 4 ]                        |
| 1992                                      | Jimmy White                        | 10 — 7                             | James Wattana                      | Derby                              | 1991–92                            | [ 1 ] [ 4 ]                        |
| 1993                                      | Steve Davis                        | 10 — 2                             | James Wattana                      | Derby                              | 1992–93                            | [ 1 ] [ 4 ]                        |
| 1994                                      | Ronnie O'Sullivan                  | 9 — 4                              | James Wattana                      | Plymouth                           | 1993–94                            | [ 1 ]                              |
| 1995                                      | John Higgins                       | 9 — 6                              | Ronnie O'Sullivan                  | Plymouth                           | 1994–95                            | [ 1 ]                              |
| 1996                                      | Nigel Bond                         | 9 — 8                              | John Higgins                       | Plymouth                           | 1995–96                            | [ 1 ]                              |
| 1997                                      | Mark Williams                      | 9 — 2                              | Stephen Hendry                     | Plymouth                           | 1996–97                            | [ 1 ]                              |
| 1998                                      | John Higgins                       | 9 — 8                              | Stephen Hendry                     | Plymouth                           | 1997–98                            | [ 1 ]                              |
| 1999 (I)                                  | Fergal O'Brien                     | 9 — 7                              | Anthony Hamilton                   | Plymouth                           | 1998–99                            | [ 1 ]                              |
| 1999 (II)                                 | Stephen Hendry                     | 9 — 5                              | Peter Ebdon                        | Plymouth                           | 1999–2000                          | [ 1 ]                              |
| 2000                                      | Peter Ebdon                        | 9 — 6                              | Jimmy White                        | Plymouth                           | 2000–01                            | [ 1 ]                              |
| 2001                                      | John Higgins                       | 9 — 6                              | Graeme Dott                        | Newcastle                          | 2001–02                            | [ 1 ]                              |
| 2002                                      | Paul Hunter                        | 9 — 4                              | Ian McCulloch                      | Telford                            | 2002–03                            | [ 1 ]                              |
| 2003                                      | Stephen Hendry                     | 9 — 6                              | Ronnie O'Sullivan                  | Brighton                           | 2003–04                            | [ 1 ]                              |
| 2004                                      | John Higgins                       | 9 — 6                              | Stephen Maguire                    | Brighton                           | 2004–05                            | [ 1 ]                              |
| British Open (retomado, prova do ranking) |                                    |                                    |                                    |                                    |                                    |                                    |
| 2021                                      | Mark Williams                      | 6 — 4                              | Gary Wilson                        | Leicester                          | 2021–22                            | [ 1 ]                              |
| 2022                                      | Ryan Day                           | 10 — 7                             | Mark Allen                         | Milton Keynes                      | 2022–23                            | [ 1 ]                              |